# Ziesel
Die Ziesel (Spermophilus) sind eine Gattung der Erdhörnchen, die in Eurasien in 18 Arten verbreitet ist. Dabei umfasste die Gattung lange Zeit deutlich mehr Arten, die auch in Nordamerika vorkommen; diese wurden jedoch nach einer Revision auf der Basis morphologischer und molekularbiologischer Daten in insgesamt acht Gattungen aufgeteilt.
Im süddeutschen und österreichischen Sprachraum und in einigen Publikationen wird die Bezeichnung Ziesel als Neutrum aufgefasst („das Ziesel“), im Duden und in weiten Teilen Deutschlands als Maskulinum („der Ziesel“).

## Merkmale
Die meisten Ziesel sind oberseits braun oder grau und unterseits weiß gefärbt. Viele Arten tragen dazu Streifen oder Flecken. Der Schwanz ist relativ kurz, ebenso die Beine. Der Kopf hat eine typische Hörnchenform und trägt dehnbare Backentaschen zum Verstauen von Nahrung. Die Kopfrumpflänge schwankt je nach Art zwischen 13 und 40 cm, die Schwanzlänge zwischen 4 und 25 cm, das Gewicht zwischen 85 g und 1 kg.
| 1 | · | 0 | · | 2 | · | 3 | = 22 |
| 1 | · | 0 | · | 1 | · | 3 | = 22 |

Die Arten der Gattung besitzen im Oberkiefer pro Hälfte einen zu einem Nagezahn ausgebildeten Schneidezahn (Incisivus), dem eine Zahnlücke (Diastema) folgt. Hierauf folgen zwei Prämolare und drei Molare. Im Unterkiefer besitzen die Tiere dagegen nur einen Prämolar. Insgesamt verfügen die Tiere damit über ein Gebiss aus 22 Zähnen.

## Verbreitung und Lebensraum
Das Verbreitungsgebiet der Ziesel reicht in Eurasien von Ostösterreich über Zentralasien und Sibirien bis in die Mongolei. Der Lebensraum sind alle Arten offener Habitate, also Steppen, Halbwüsten, Tundren, Felsenland und karge Bergketten. Waldränder und buschbestandenes Land werden ebenfalls akzeptiert, in dichten Wäldern fehlen Ziesel aber.
In Europa kommen nur zwei Zieselarten vor: der Europäische Ziesel und der Perlziesel. Ersterer war einst auch in Deutschland verbreitet; eine Wiederansiedlung im sächsischen Osterzgebirge, nahe der tschechischen Grenze, erfolgte 2006 in einem überdachten Gehege. Diese Aktion wurde vom BUND-Landesverband Sachsen durchgeführt. Perlziesel sind lokal in osteuropäischen Steppen-, Wald-, Weide- und Brachlandschaften präsent. So nehmen die Perlziesel kleinere Lebensräume in Russland, Polen (Woiwodschaft Lublin) sowie Rumänien ein.

## Lebensweise

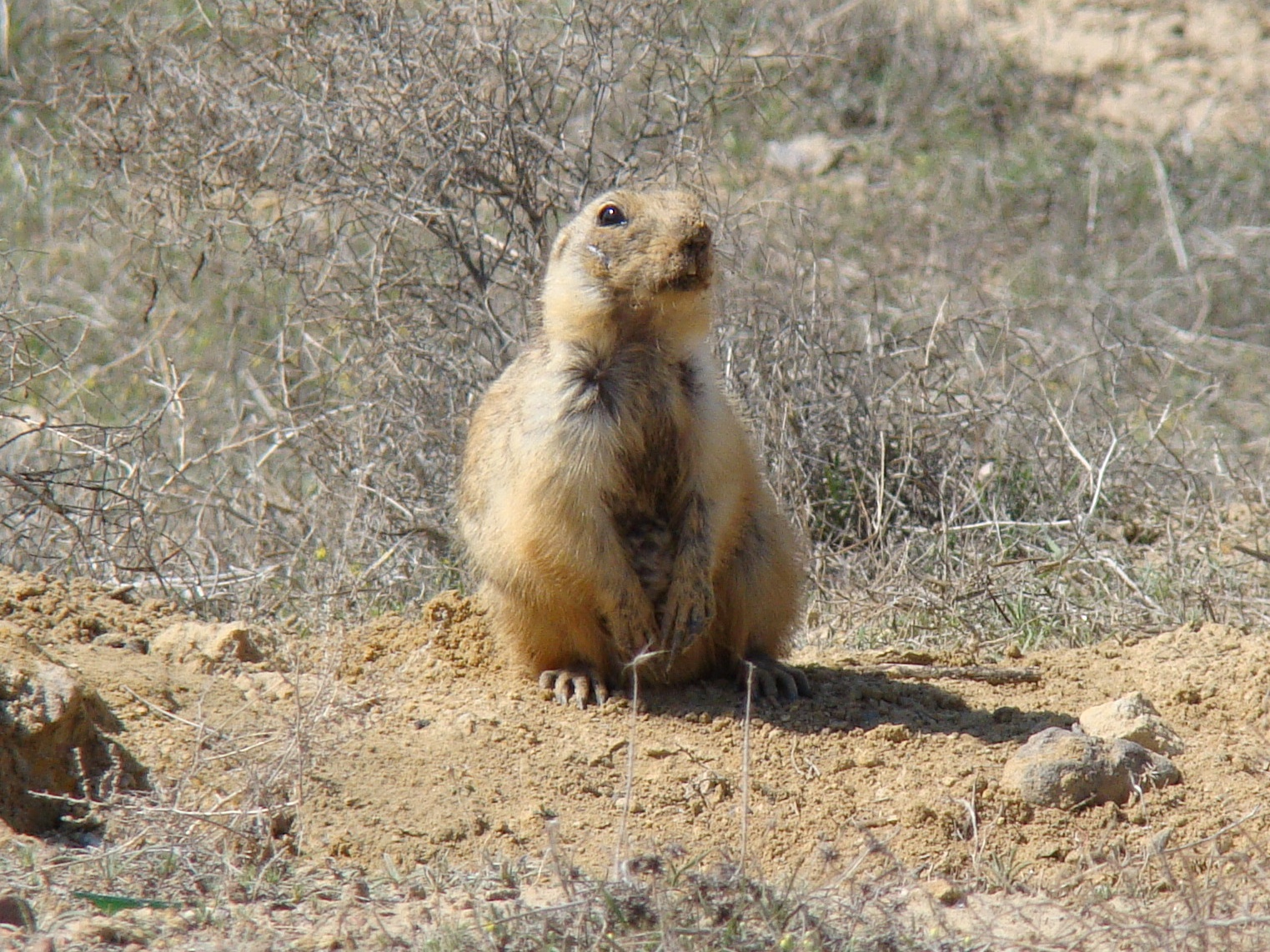
Gelbziesel (Spermophilus fulvus)

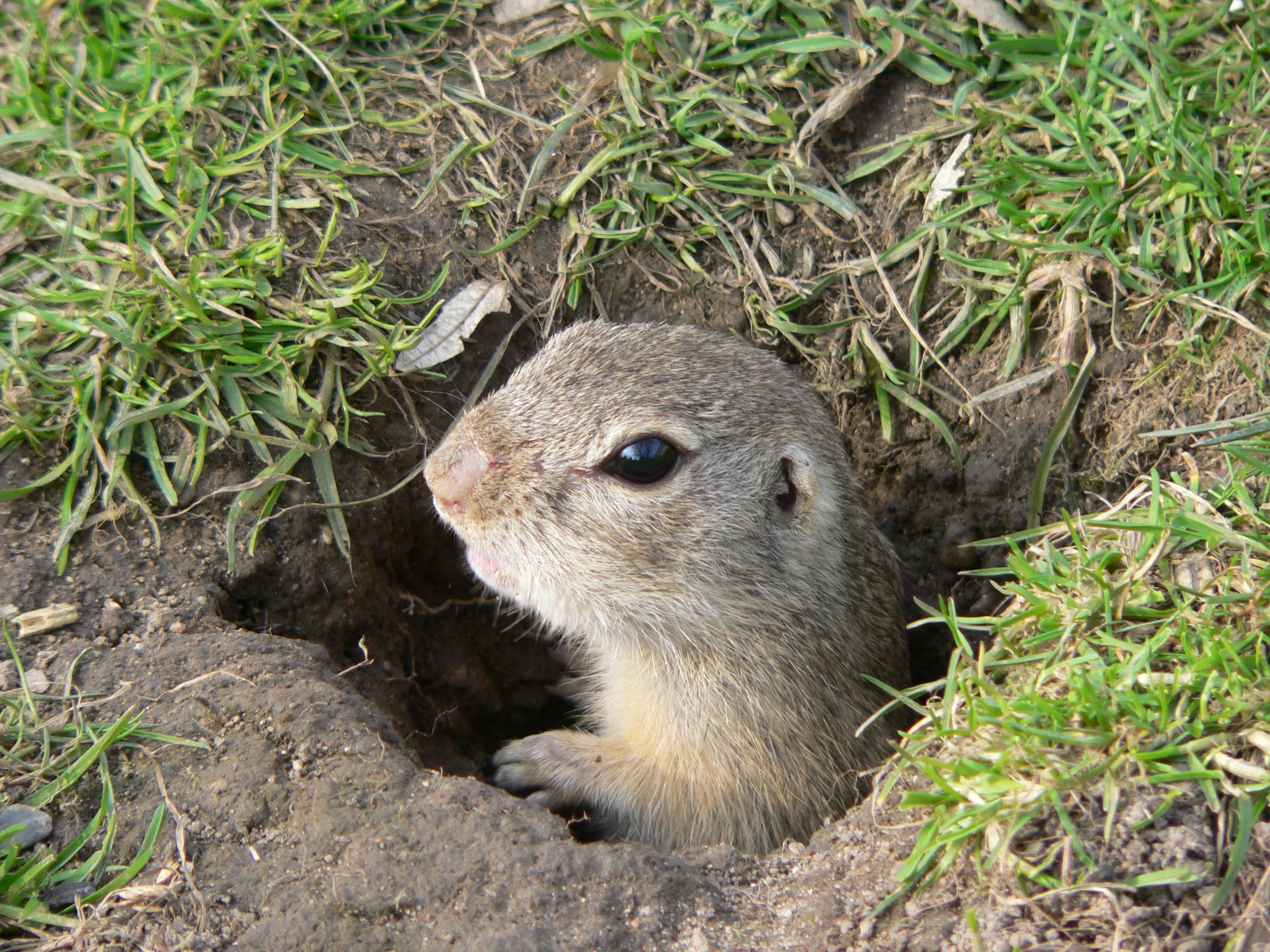
Europäischer Ziesel

Ziesel leben in zweierlei Typen von Erdbauen: in dauerhaften Bauen, in denen sie die Nacht oder ihren Winterschlaf verbringen und die Jungen gebären und großziehen, und in vorübergehend bezogenen Schutzbauten, die ihnen als kurzfristige Zufluchtsorte dienen. In jedem Bau gibt es einen Hauptgang und mehrere Seitengänge sowie Nist- und Nebenkammern. Die Erdbaue werden tagsüber verlassen, um auf Nahrungssuche zu gehen. Die Ziesel ernähren sich hauptsächlich von Samen, aber auch von Wurzeln, Knollen, Zwiebeln und grünen Pflanzenteilen. Auch wirbellose Tiere wie Insekten werden nicht verschmäht. Im Spätsommer legen sie in ihren Bauen einen Nahrungsvorrat an. Nachdem der Baueingang mit Erdmaterial verschlossen wurde, halten sie etwa ab September bis zum März des nächsten Jahres einen mehrmonatigen Winterschlaf, aus dem sie jedoch von Zeit zu Zeit aufwachen. Nach Ansicht einiger Forscher aktivieren Ziesel und andere Nagetiere so immer wieder ihr Immunsystem. Auf diese Weise sind sie in der Lage, Krankheitserreger wie Kolibakterien oder Salmonellen in Schach zu halten, die sich andernfalls im Körper der winterschlafenden Tiere unkontrolliert vermehren und zu einer lebensbedrohenden Gefahr werden könnten.
Männliche Ziesel sind territorial und vertreiben Geschlechtsgenossen aus der Nähe ihres Baus. Die Weibchen leben in den Territorien der Männchen und verteidigen selbst kein Revier. Auf diese Weise sammeln die Männchen mancher Arten einen Harem um sich; es bestehen jedoch geringe soziale Bindungen, so dass man von keiner echten Kolonie sprechen kann. Die Baue der Weibchen werden auf deren Töchter übertragen; dagegen werden Männchen bei Erreichen der Geschlechtsreife vertrieben. Können sie kein eigenes Revier errichten, müssen sie in der Randzone anderer Zieselreviere überdauern, wo die Verhältnisse ungünstig sind und sie leicht Raubtieren zum Opfer fallen.
Die Paarung findet nur einmal im Jahr statt, und zwar zwischen März und Mai etwa ein bis zwei Wochen nach dem Verlassen des Winterquartiers. Jedes Zieselweibchen bringt 2 bis 15 Junge zur Welt, mit einer je nach Art zwischen vier und neun schwankenden durchschnittlichen Wurfgröße. Bei der Geburt wiegen Ziesel etwa 10 g. Im Alter von elf Monaten erreichen sie die Geschlechtsreife. Männliche Ziesel erreichen mit sechs Jahren ein geringeres Lebensalter als Weibchen mit elf Jahren, was auf die Verausgabung bei der Revierverteidigung zurückzuführen ist.

## Systematik
Die Gattung Spermophilus wurde 1825 von Frédéric Cuvier in dessen Abhandlung über die Zähne der Säugetiere (Des dents des mammifères, considérées comme caracteres zoologiques) eingeführt, wobei er den von Carl von Linné 1766 als Mus citellus beschriebenen und den Mäusen zugeordneten Europäischen Ziesel als Typus nutzte und erstmals unter dem bis heute gültigen Namen Spermophilus citellus benannte. Parallel war zudem lange Zeit der Gattungsname Citellus und die Art Citellus citellus üblich, die 1816 von Lorenz Oken in Okens Lehrbuch der Naturgeschichte geprägt wurden. Alle von Oken erdachten Namen wurden jedoch 1956 von der International Commission on Zoological Nomenclature (ICZN) für ungültig erklärt, weil sie nicht der Linnäischen Nomenklatur folgten. Damit ist Spermophilus der allein gültige Gattungsname.
In der Gattung wurden lange Zeit fast 40 Arten zusammengefasst, lediglich die Antilopenziesel (Ammospermophilus) wurden wegen zahlreicher Besonderheiten als eigene Gattung geführt. Die große Zahl der Arten hat mehrere Autoren dazu verleitet, eine Unterteilung der Gattung in Untergattungen zu versuchen. Nach einer umfassenden molekularbiologischen Untersuchung wurden die Ziesel jedoch auf insgesamt acht Gattungen aufgeteilt, die den ehemaligen Untergattungen entsprechen, da die ursprüngliche Zusammenfassung gegenüber den Murmeltieren (Marmota), den Antilopenzieseln (Ammospermophilus) und den Präriehunden (Cynomys) paraphyletisch ist und diese Gruppen damit kein gemeinsames Taxon bilden.
Innerhalb der Gattung Spermophilus verblieben damit nach der Revision noch 15 Arten. Nach einer weiteren, Mitte 2024 veröffentlichten Revision kamen eine neu beschriebene und zwei revalidierte Arten hinzu, so dass die Gattung jetzt 18 Arten umfasst:
- Alashan-Ziesel (Spermophilus alashanicus), Mongolei, Innere Mongolei
- Brandt-Ziesel (Spermophilus brevicauda), im südöstlichen Kasachstan und im äußersten Nordosten der Volksrepublik China
- Europäischer Ziesel (Spermophilus citellus), von Polen und Tschechien bis zum Balkan und zur westlichen Ukraine
- Daurischer Ziesel (Spermophilus dauricus), Mongolei und angrenzende Teile Sibiriens und Chinas
- Rotwangenziesel (Spermophilus erythrogenys), südliches Sibirien, Mongolei
- Gelbziesel (Spermophilus fulvus), Zentralasien
- Rotgelber Ziesel (Spermophilus major), Sibirien, Mongolei
- Kaukasus-Ziesel (Spermophilus musicus), Georgien
- Spermophilus odessanus, Ukraine westlich des Dnepr und Moldau[7]
- Blasser Ziesel (Spermophilus pallidicauda), Mongolei und Norden der Volksrepublik China
- Kleinziesel (Spermophilus pygmaeus), Ukraine, südwestliches Russland, Kasachstan
- Tienschan-Ziesel (Spermophilus ralli), östlicher Tian Shan in  Kirgisistan und Kasachstan sowie im Westen von Xinjiang in der Volksrepublik China
- Relikt-Ziesel (Spermophilus relictus), Tian Shan in Kirgisistan, Kasachstan und Usbekistan
- Spermophilus selevini, Zentrum Kasachstans[7]
- Perlziesel (Spermophilus suslicus), Polen, Ukraine, Rumänien, Russland (ostwärts bis zur Wolga)
- Taurus-Ziesel (Spermophilus taurensis),[8] Türkei
- Kleinasiatischer Ziesel (Spermophilus xanthoprymnus), Kaukasus, Anatolien, Syrien
- Spermophilus vorontsovi, Südosten des westlichen Sibirien[7]

Die Ziesel traten im mittleren Miozän zuerst auf. In Europa gab es erstmals im Pleistozän Ziesel, damals in sehr viel weiterer Verbreitung als heute. Zwölf Zieselarten sind fossil bekannt, die Zuordnung zu den aktuell validen Gattungen ist bisher nicht erfolgt.

## Menschen und Ziesel
Da Ziesel Träger von Tollwut oder Tularämie sein können, werden sie in manchen Regionen gezielt vergiftet. Über die teilweise Verwertung der Felle → Zieselfell. Es gibt jedoch auch Ziesel-Arten, die in ihrem Bestand bedroht sind, darunter die beiden europäischen Arten.